# Judith Dim Evans
Judith Dim Evans (geboren am 25. August 1932 in Beuthen, Oberschlesien; gestorben am 6. Juni 2020 in Aiken, South Carolina) war eine US-amerikanische Holocaust-Überlebende und Zeitzeugin, die weltweit vor allem durch ihre Teilnahme im Film Borat Anschluss Moviefilm bekannt wurde.

## Leben
Judith Dim Evans kam 1932 in Beuthen, damals Teil des Deutschen Reiches, heute als Bytom ein Teil von Polen, als Tochter einer jüdischen Familie zur Welt. Der Vater verließ die Familie, als Evans noch klein war. Während ihre Großmutter durchaus nach der jüdischen Lehre lebte, wenn sie auch keine Synagoge besuchte, so war Evans’ Mutter eher weltlich orientiert und identifizierte sich mit ihrem Heimatland, so dass sie die Gefahr, die vom Nationalsozialismus ausging, unterschätzte. Die Mutter kam 1941 in das KZ Ravensbrück, wo sie ermordet wurde. Auch ihre Großmutter wurde von den Nazis verschleppt. Auf Grund ihres Alters wurde sie zu Baracken nahe dem Friedhof verbracht, die von Angehörigen der Hitlerjugend bewacht wurden. Dort starb sie vermutlich an Unterernährung.
Evans und ihr jüngerer Bruder wurden schließlich von katholischen Nonnen gerettet und in einem Konvent versteckt. Sie konnte während der NS-Herrschaft die Schule besuchen und blieb bis zum Untergang des Dritten Reiches unentdeckt. 1946 emigrierte sie nach Palästina und schloss sich dort der jüdischen bewaffneten Widerstandsgruppe gegen die britische Besatzung an. Mit gerade einmal 18 Jahren leitete sie ein Flüchtlingscamp, das aus 350 Flüchtlingen aus Jemen bestand. Dort lernte sie ihren ersten Ehemann Chiam Dim kennen, der den israelischen Streitkräften angehörte. Die beiden heirateten 1951 und hatten zwei Kinder. Judith wurde Lehrerin und wurde die jüngste Schulleiterin in Israel.
1964 zog das Ehepaar das erste Mal in die Vereinigten Staaten, wo ihr Ehemann für ein Jahr in Fort Knox, Kentucky stationiert war. Nach ihrer Rückkehr nach Israel diente ihr Mann im Sechstagekrieg als Stellvertreter von Ariel Scharon und wurde getötet. Evans arbeitete weiter als Lehrerin und zog 1982 nach Belgien, wo sie israelische Diplomatenkinder unterrichtete. Dort lernte sie ihren zweiten Ehemann Tom Evans kennen, mit dem sie zusammen nach Aiken, South Carolina zog. In den Vereinigten Staaten unterrichtete sie Erziehungswissenschaften an der University of Southern California, bereitete Jugendliche auf ihre Bar Mizwa beziehungsweise Bat Mizwa vor und brachte es auch als Zeitzeugin zu einiger Bekanntheit.
Judith Dim Evans starb am 6. Juni 2020 an einer Krebserkrankung.

## Mitwirkung anBorat Anschluss Moviefilm
Judith Dim Evans hatte einen Auftritt im Film Borat Anschluss Moviefilm von Sacha Baron Cohen. In einer Schlüsselszene des Films besucht der Schauspieler Sacha Baron Cohen, selbst jüdischen Glaubens, in seiner Rolle als antisemitischer Journalist in einer Verkleidung als „Jude“ mit Satansflügeln, einer langen spitzen Lügennase und einem Geldsack eine Synagoge. Statt mit Hass oder Wut wird er dort von Judith Dim Evans umarmt und mit Liebenswürdigkeit behandelt. Der Film wurde ihr gewidmet und eine Website erstellt.
Die Dreharbeiten fanden am 29. Januar 2020 statt. Vorausgegangen war ein gefilmtes Interview. Als die Tochter von Dim Evans erfuhr, dass es sich um keinen Dokumentarfilm, sondern eine Filmkomödie handelte, reichte sie Klage ein. Nach ihren Aussagen wurde Judith Dim Evans getäuscht. Nach Aussagen der Filmemacher war Dim Evans dagegen eingeweiht und Cohen selbst hätte sich nach dem Filmdreh vorgestellt. Die Klage wurde in erster Instanz wegen formaler Fehler eingestellt.